# عطر سنبل، عطر کاج
عطر سنبل، عطر کاج، نام کتابی نوشتهٔ فیروزه جزایری دوما است.
این کتاب، نخست به زبان انگلیسی در آمریکا با عنوان خنده در فارسی: خاطرات یک ایرانی بزرگ شده در آمریکا (به انگلیسی: Funny in Farsi: A Memoir of Growing Up Iranian in America) منتشر شد و به وسیلهٔ محمد سلیمانی‌نیا به فارسی ترجمه و با نام عطر سنبل، عطر کاج (عطر سنبل، نماد نوروز و عطر کاج، نماد کریسمس) در ایران منتشر شد.
این کتاب، یکی از پرفروش‌ترین کتاب‌های آمریکا در چند سال اخیر بوده‌است. همچنین این کتاب، یکی از ۳ نامزد نهایی جایزهٔ تربر در سال ۲۰۰۵ و همچنین نامزد جایزهٔ پن در بخش آثار خلاقهٔ غیرتخیلی شد.
عشق طنز مشق طنز، ترجمه جبرائیل نعمت زاده از این کتاب است که توسط انتشارات هاشمی در سال ۱۳۹۱ به چاپ رسیده است. 